# 1887 في بولندا
فيما يلي قوائم الأحداث التي وقعت خلال عام 1887 في بولندا.

## ظهور
- 26 يوليو – إسبرانتو

## مواليد

### يناير
- 28 يناير – آرثر روبنشتاين عازف بيانو بولندي.

### مارس
- 21 مارس – إريك مندلسون

### أبريل
- 5 أبريل – هيدويغ كون فيزيائية ألمانية.

### أغسطس
- 10 أغسطس – سام وارنر

### أكتوبر
- 30 أكتوبر – جورج هايم كاتب ألماني.

## وفيات

### مايو
- 13 مايو – كارل فريدلاندر (مواليد 1847)

### نوفمبر
- 18 نوفمبر – جوستاف فخنر (مواليد 1801)